# Phayao Phoontharat
Phayao Phoontharat (Thai พเยาว์ พูนธรัตน์; * 18. Oktober 1957 im Landkreis Bang Saphan; † 13. August 2006 in Bangkok) war ein thailändischer Boxer.

## Amateur
Mit 18 Jahren gewann Phoontharat die Bronzemedaille im Halbfliegengewicht (bis 48 kg) bei den Olympischen Sommerspielen 1976 in Montreal. Dabei konnte er sich im Viertelfinale gegen den Ungarn György Gedó, Olympiasieger von 1972, durchsetzen, unterlag aber im Halbfinale vorzeitig gegen den Nordkoreaner Li Byong-uk. Er wurde damit Thailands erster Athlet, der eine olympische Medaille erringen konnte.

## Profi
1981 wurde er Profiboxer. Am 27. November 1983 entthronte er den Venezolaner Rafael Oronó und wurde WBC-Weltmeister im Halbbantamgewicht. Er verlor den Gürtel durch eine Punktniederlage am 5. Juli 1984 in seiner zweiten Titelverteidigung an den Japaner Jirō Watanabe, auch den Rückkampf am 29. November verlor er, diesmal sogar vorzeitig. Nach einer weiteren Niederlage beendete er 1985 seine Karriere.

## Politik
Nach seiner Profiboxerkarriere trat er in die Demokratische Partei ein und wurde 2001 als Wahlkreisabgeordneter der Provinz Prachuap Khiri Khan ins thailändische Parlament gewählt. Ein Jahr später erkrankte er an Amyotropher Lateralsklerose. Am 13. August 2006 starb er an der Erkrankung im Siriraj-Krankenhaus in Bangkok.